# Elizabeth Ngugi
Elizabeth Ngugi (fallecida en 2015) fue una enfermera y una profesora keniana de salud comunitaria en la Universidad de Nairobi. Su mayor contribución al programa universitario fue su investigación y trabajo con las prostitutas de su ciudad, con el fin de prevenir la transmisión del sida. Ngugi está considerada la primera enfermera keniana en convertirse en profesora universitaria.

## Primeros años y formación
Ngugi comenzó a trabajar como enfermera en el Hospital nacional Kenyatta en 1960, a cargo de la sección pediátrica. En 1979 ocupó el cargo de subdirectora de enfermería en el Ministerio de Salud. En 1981, mientras aún ejercía de enfermera, presentó un artículo científico acerca del rol emergente y nuevo de las enfermeras en el sistema de salud keniano. Enfatizó que el papel de una enfermera no es solamente cuidar al paciente, sino que también implica cuidar también a su familia. Ngugi obtuvo su título de grado y su maestría en la Columbia Pacific University, en Administración de Enfermería de 1983 a 1985; en 1989 realizó un doctorado en trabajo social. En 1986 comenzó a enseñar en la Escuela de Salud Pública de la Universidad de Nairobi y más adelante ascendió al cargo de coordinadora nacional keniana sobre el sida.

## Prevención del sida
Ngugi formó parte de una colaboración internacional en Nairobi para ayudar a las trabajadoras sexuales a evitar las enfermedades de transmisión sexual. Se unió al equipo en 1984 como enfermera y se esforzó en llegar a ellas en vez de estigmatizarlas. Gran parte de la investigación de Ngugi se concentró sobre estas comunidades vulnerables; ella les brindó atención médica, consejos y profilácticos gratuitos como agradecimiento por la participación. También se abocó a la investigación sobre la eficacia de la esponja anticonceptiva en cuanto al contagio. Gracias a haber apoyado la demanda colectiva de las trabajadoras sexuales para que sus clientes utilices preservativos, su uso se incrementó de 4 % a 90 %, pese a que algunos ofrecen más dinero por mantener relaciones sexuales sin protección. Los especialistas en salud pública aprobaron este empoderamiento.
En 1894, Ngugi, en colaboración con Frank Plummer, de la Universidad de Manitoba, ayudó a fundar la Clínica Majengo en la localidad homónima. La institución tiene como fin la investigación sobre el sida y atiende a prostitutas que reciben tratamientos y prevención por infecciones de transmisión sexual. Allí Ngugi trabajó con enfermedades tales como la gonorrea y la clamidia. Ngugi y Plummer publicaron un estudio sobre la resistencia al contagio entre las trabajadoras sexuales de Majengo. Ngugi condenó el hecho de que aquellas mujeres, que tanto estaban contribuyendo a la investigación, tuvieran que  seguir viviendo en la pobreza y vender sus cuerpos para sobrevivir.
De 1991 a 2006 ocupó el cargo de directora de la colaboración sobre el sida en la Universidad de Manitoba. En dicha institución, luego fue profesora asociada de Ciencia de la Salud Comunitaria hasta su último año de dirección. En 1992 creó «HerStory» (en principio, en el Centro Voluntario de Rehabilitación de Mujeres de Kenia) para ayudar a las trabajadoras sexuales a salir de la prostitución a través de formación, apoyo y microfinanza. HerStory también asiste a los huérfanos del sida.
En 1992, Ngugi, Peter Piot, Jonathan Mann, Bila Kapita y Robert Colebunders escribieron de forma conjunta el libro AIDS in Africa: A Manual for Physicians y lo publicaron por medio de la OMS, con la finalidad de ayudar a los médicos en el diagnóstico y tratamiento de dicha enfermedad. El manual también es material formativo para los doctores, en cuanto a lo que es esperable y en cuanto a los métodos de propagación.
En 2006, Ngugi creó el Centro de Prevención e Investigación sobre el Sida en la Universidad de Nairobi. También dirigió la implementación de políticas gubernamentales contra la enfermedad, incluso la construcción de diez centros de acogida para la población vulnerable del norte y el este de Kenia.
En cuanto a su vida personal, Ngugi tuvo un hijo que es abogado y reside en Nairobi.

## Premios
Por sus contribuciones a la salud pública, Ngugi recibió los siguientes reconocimientos: 
- 2004: Keniana del año (Organización de las Naciones Unidas).[2][17]
- 2005: premio presidencial - Orden del Guerrero Dorado.[2][13]